# حصار موستار
حصار موستار حدث أثناء حرب البوسنة والهرسك أولا في عام 1992 ثم مرة أخرى في وقت لاحق في الفترة من 1993 إلى 1994. واستمر حصار موستار في البداية بين أبريل 1992 ويونيو 1992 وشارك فيه مجلس الدفاع الكرواتي وجيش جمهورية البوسنة والهرسك ضد جيش يوغوسلافيا الشعبي الذي يهيمن عليه الصرب بعد أن أعلنت البوسنة والهرسك استقلالها عن يوغوسلافيا. انتهت تلك المرحلة في يونيو 1992 بعد نجاح عملية ابن آوى التي أطلقها الجيش الكرواتي ومجلس الدفاع الكرواتي. نتيجة للحصار الأول فر حوالي 90.000 من سكان موستار وتعرضت العديد من المباني الدينية والمؤسسات الثقافية والجسور للتلف أو الدمار.
مع نضوج الصراع الأوسع وتغير المشهد السياسي بدأ كروات البوسنة والهرسك والبوشناق في القتال ضد بعضهم البعض وبلغت ذروتها في الحرب الكرواتية البوسنية. بين يونيو 1993 وأبريل 1994 حاصر مجلس الدفاع الكرواتي شرق موستار الذي يتركز فيه البوشناق مما أدى إلى مقتل العديد من المدنيين وقطع المساعدات الإنسانية وتلف أو تدمير عشرة مساجد وتفجير جسر ستاري موست التاريخي. انتهت الأعمال العدائية بتوقيع اتفاقية واشنطن في مارس 1994 وإنشاء الاتحاد الكرواتي البوسني.

## الخلفية
في عامي 1990 و 1991 أعلن الصرب في كرواتيا والبوسنة والهرسك عددا من «مناطق الحكم الذاتي الصربية». استخدم الصرب جيش يوغوسلافيا الشعبي المجهز تجهيزا جيدا للدفاع عن هذه الأراضي. في وقت مبكر من سبتمبر أو أكتوبر 1990 بدأ جيش يوغوسلافيا الشعبي بتسليح صرب البوسنة والهرسك وتنظيمهم في الميليشيات. بحلول مارس 1991 وزع جيش يوغوسلافيا الشعبي ما يقدر بـ 51900 سلاح ناري على القوات شبه العسكرية الصربية و23298 سلاحا ناريا على الحزب الديمقراطي الصربي. بدأت الحكومة الكرواتية تسليح الكروات في منطقة الهرسك في عام 1991 وفي بداية عام 1992 متوقعة أن الصرب سينشرون الحرب في البوسنة والهرسك. كما ساعدت في تسليح المجتمع البوسني. من يوليو 1991 إلى يناير 1992 استخدم جيش يوغوسلافيا الشعبي والقوات شبه العسكرية الصربية الأراضي البوسنية لشن هجمات على كرواتيا. خلال الحرب في كرواتيا أدلى الرئيس البوسني علي عزت بيغوفيتش بإعلان متلفز بالحياد مشيرا إلى أن «هذه ليست حربنا» وأن حكومة سراييفو لم تتخذ إجراءات دفاعية ضد هجوم محتمل من جانب صرب البوسنة والهرسك وجيش يوغوسلافيا الشعبي.
في 25 مارس 1991 التقى الرئيس الكرواتي فرانيو تودجمان مع الرئيس الصربي سلوبودان ميلوسيفيتش في كاراجورشيفو حسبما ورد لمناقشة تقسيم البوسنة والهرسك. في نوفمبر تم إنشاء الجمهورية الكرواتية في البوسنة والهرسك وادعت أنها ليس لديها هدف انفصالي وأنها ستخدم "أساسا قانونيا للإدارة الذاتية المحلية" وتعهدت باحترام الحكومة البوسنية بشرط أن تكون البوسنة والهرسك مستقلة عن "يوغوسلافيا السابقة وكل أنواع يوغوسلافيا المستقبلية". تم تعيين ماتي بوبان كرئيس لها. في ديسمبر قال تودجمان في محادثة مع قادة البوسنة والهرسك إنه "من منظور السيادة ليس للبوسنة والهرسك أي آفاق" وأوصى بأن تدعم السياسة الكرواتية السيادة للبوسنة والهرسك حتى يحين الوقت الذي لم يعد يناسب كرواتيا".
بعد مشاركة جيش يوغوسلافيا الشعبي في حرب الاستقلال الكرواتية اعتبرت وحدات جيش يوغوسلافيا الشعبي كقوة احتلال من قبل الكروات في موستار. كان يُنظر إليه على أنه قوة صديقة للصرب ومعادية للكروات والبوشناق (مسلمو البوسنة). في 4 فبراير 1992 أغلق المواطنون الكروات المحليون الطرق من موستار إلى تشيتلوك وشيروكي برييغ احتجاجا على سلوك جنود جيش يوغوسلافيا الشعبي الاحتياط في المنطقة. في 6 فبراير أغلق الصرب الطريق من موستار إلى سراييفو. في 29 فبراير و 1 مارس 1992 تم إجراء استفتاء على الاستقلال في البوسنة والهرسك. كان الاستقلال مفضلا بقوة من قبل الناخبين البوسنيين وكروات البوسنة والهرسك بينما قاطع صرب البوسنة والهرسك إلى حد كبير الاستفتاء. صوت غالبية الناخبين لصالح الاستقلال وفي 3 مارس 1992 أعلن الرئيس علي عزت بيغوفيتش الاستقلال عن يوغوسلافيا والتي اعترفت بها كرواتيا على الفور.
في 14 مارس كان هناك إطلاق نار في موستار مع ثكنات جيش يوغوسلافيا الشعبي في المدينة. وفي اليوم التالي نصب مواطنو موستار حواجز وطالبوا بانسحاب قوات جيش يوغوسلافيا الشعبي. في 1 أبريل وقعت اشتباكات بين جيش يوغوسلافيا الشعبي والقوات الكرواتية في عدة قرى محيطة وضاحية ياسينيكا الجنوبية. في 8 أبريل تم تنظيم كروات البوسنة والهرسك في مجلس الدفاع الكرواتي. كما انضم عدد كبير من البوشناق. في 15 أبريل تم تشكيل جيش جمهورية البوسنة والهرسك بما يزيد قليلا عن ثلثي القوات المكونة من البوشناق وحوالي ثلث من الكروات والصرب. كافحت الحكومة في سراييفو من أجل التنظيم وتشكيل قوة عسكرية فعالة ضد الصرب. ركز عزت بيغوفيتش كل قواته على الاحتفاظ بالسيطرة على سراييفو. في بقية أنحاء البوسنة والهرسك كان على الحكومة الاعتماد على مجلس الدفاع الكرواتي الذين شكلوا بالفعل دفاعاتهم لوقف تقدم الصرب.

## حصار أبريل - يونيو 1992

### المقدمة
في أبريل بدأ القتال في عدة مواقع في الهرسك. نشرت المنطقة العسكرية الثانية التابعة لجيش يوغوسلافيا الشعبي بقيادة العقيد ميلوتين كوكانياك عناصر من فيلق بانيا لوكا الخامس وفيلق كنين التاسع في منطقة كوبريس واستولي على المدينة من الجيش الكرواتي ومجلس الدفاع الكرواتي للدفاع المشترك عن المنطقة في معركة كوبريس في 7 أبريل وتهدد ليفنو وتوميسلافغراد في الجنوب الغربي. استخدمت المنطقة العسكرية الرابعة التابعة لجيش يوغوسلافيا الشعبي بقيادة فريق أول بافلي ستروغار فيلق بيليتا الثالث عشر وفيلق تيتوغراد الثاني للاستيلاء على استولاك ومعظم الضفة الشرقية لنهر نيريتفا جنوب موستار. تعرضت بلدة شيروكي برييج لهجوم من قبل القوات الجوية اليوغوسلافية في 7 و8 أبريل.

### الحصار

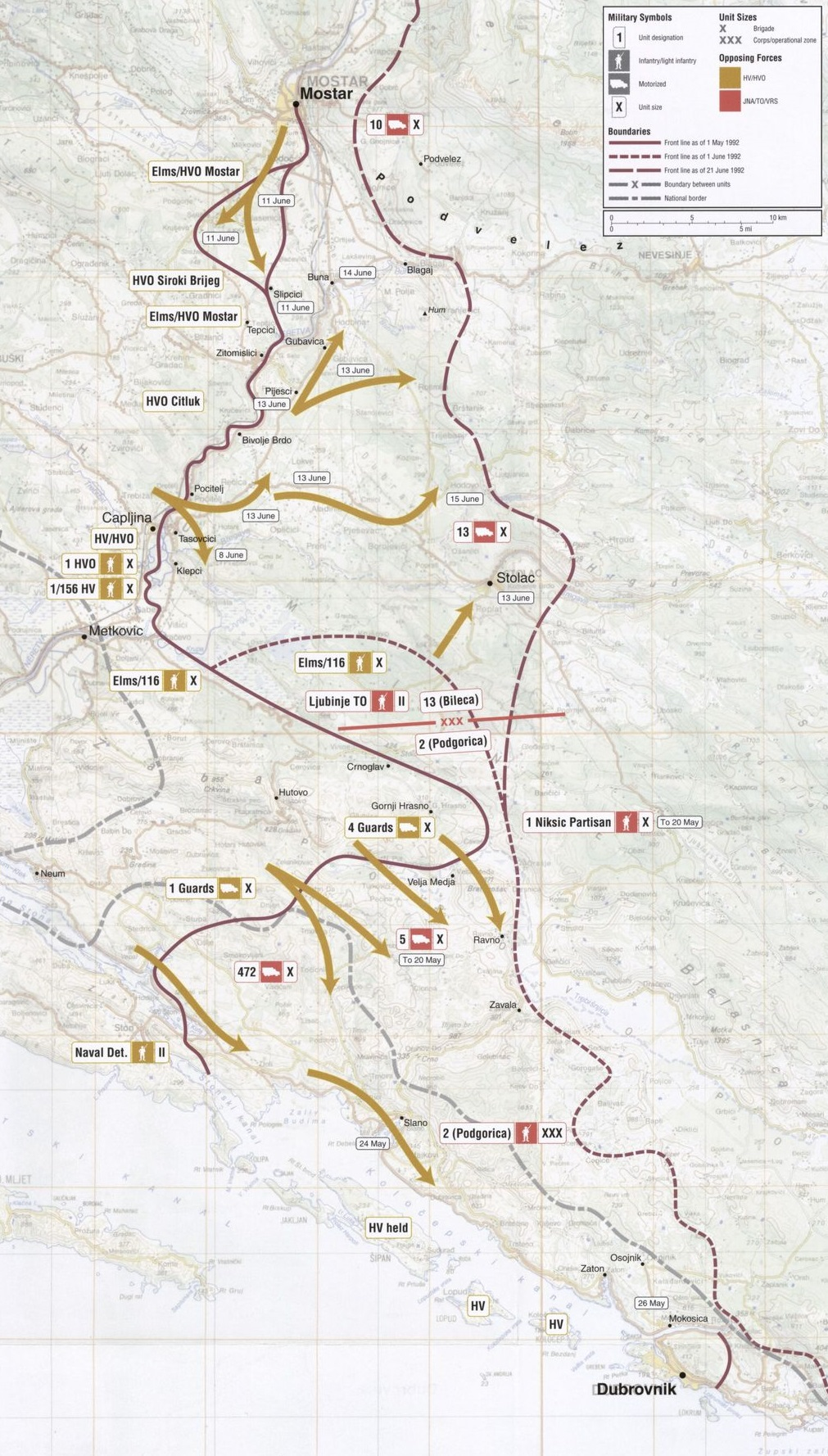
خريطة عملية ابن آوى التي أنهت الحصار عام 1992.

بدأ القصف المدفعي لجيش يوغوسلافيا الشعبي على ضواحي موستار في 6 أبريل وكانت المدينة من هناك تقصف بشكل دوري. خلال الأسبوع التالي سيطر جيش يوغوسلافيا الشعبي تدريجيا على أجزاء كبيرة من المدينة. في 9 أبريل صدت قوات جيش يوغوسلافيا الشعبي هجوما شنته القوات الكرواتية كجزء من مجلس الدفاع الكرواتي على مطار موستار العسكري. استولت قوات الدفاع الإقليمية الصربية البوسنية على محطتين قريبتين لتوليد الطاقة الكهرومائية على نهر نيريتفا في 11 أبريل. في 19 أبريل 1992 أمر الجنرال مومسيلو بيريسيتش قائد فيلق بيليشا الثالث عشر في موستار وحدات المدفعية بمهاجمة أحياء تشيم وإيليتشي وبييلي برييغ ودونيا ماهالا. بلغ عدد قوات جيش يوغوسلافيا الشعبي في موستار 17000 جندي.
في فبراير 1992 في أول اجتماع من بين العديد من الاجتماعات التقى بوبان ويوسيب مانوليتش مساعد تودجمان ورئيس الوزراء الكرواتي سابقا ورادوفان كاراديتش رئيس جمهورية صرب البوسنة التي نصبت نفسها بنفسها في غراتس بالنمسا لمناقشة تقسيم البوسنة والهرسك وعمليات نقل السكان الضرورية. في 6 مايو التقى كارادزيتش وبوبان بدون ممثلين من البوسنيين مرة أخرى في غراتس وتوصلا إلى اتفاق لوقف إطلاق النار وتقسيم أراضي البوسنة والهرسك. لم تشمل الاتفاقية موستار: أكد صرب البوسنة والهرسك أن موستار الشرقية يجب أن تكون تحت الإدارية الصربية بينما اعتبر كروات البوسنة والهرسك أن موستار كلها يجب أن تكون تحت الإدارة الكرواتية على أساس حدود عام 1939 لبانوفينا الكرواتية. افترق الطرفان في نهاية المطاف وفي اليوم التالي شنت قوات جيش يوغوسلافيا الشعبي وصرب البوسنة والهرسك التي أعيدت تسميتها لاحقا إلى جيش جمهورية صرب البوسنة هجوما على المواقع التي يسيطر عليها الكروات على الضفة الشرقية للنهر. بصرف النظر عن الشريط الضيق على الضفة الشرقية لنهر نيريتفا احتفظ الكروات ببييلو بوليي في الشمال الشرقي. احتل جيش يوغوسلافيا الشعبي مواقع على التلال المطلة على المدينة من الشرق وهوم هيل جنوب المدينة وعدة ضواحي في الجنوب وجزء من المنطقة إلى الشمال.
خطط الجيش الكرواتي لهجوم ضد جيش يوغوسلافيا الشعبي وجيش جمهورية صرب البوسنة التي تحمل الاسم الرمزي عملية ابن آوى. كان الهدف من العملية هو تحرير موستار وكسر تطويق جيش يوغوسلافيا الشعبي لمحاصرة دوبروفنيك. تم الاستعدادات للعملية من قبل جنرال الجيش الكرواتي يانكو بوبيتكو. أعاد بوبيتكو تنظيم هيكل قيادة مجلس الدفاع الكرواتي. في أواخر مايو بدأت قوات مجلس الدفاع الكرواتي سلسلة من الهجمات على مواقع جيش يوغوسلافيا الشعبي وجيش جمهورية صرب البوسنة حول موستار. في 23 مايو استولى مجلس الدفاع الكرواتي على جبل هام. بدأت عملية ابن آوى في 7 يونيو عندما تحركت قوة الجيش الكرواتي ومجلس الدفاع الكرواتي شرقا وشمالا من تشابليينا باتجاه ستولاتش وموستار. ودعما للهجوم الرئيسي هاجم مجلس الدفاع الكرواتي مواقع جيش جمهورية صرب البوسنة على الضفة الغربية لنهر نيريتفا وفي 11 يونيو استولت على جبل أورلوفاك وقرى فاردا وشولي وكروسيفو إلى الجنوب الغربي وجاسينيكا وسليبيتشي إلى الجنوب. بحلول اليوم التالي دفع مجلس الدفاع الكرواتي جميع قوات جيش جمهورية صرب البوسنة المتبقية شرق نهر نيريتفا. في 13 يونيو دمرت القوات الصربية جسرين عبر نهر نيريتفا ولم يتبق سوى جسر ستاري موست الذي تضرر مع ذلك.
وفي الوقت نفسه تقدمت قوة الجيش الكرواتي ومجلس الدفاع الكرواتي بسرعة ووصلت إلى ضواحي موستار في 14 يونيو. بحلول 15 يونيو عزز مجلس الدفاع الكرواتي قبضته على ستولاتش واستولت الكتيبة الرابعة من مجلس الدفاع الكرواتي موستار على ثكنات جيش يوغوسلافيا الشعبي الشمالية في موستار. من أجل استكمال الارتباط مع وحدات الجيش الكرواتي ومجلس الدفاع الكرواتي المتقدمة التي كانت تتقدم إلى الشمال عبر بونا وبلاغاي تحركت قوات مجلس الدفاع الكرواتي – موستار بدعم من الكتيبة الرابعة للجيش الكرواتي التابعة للواء الحرس الوطني الرابع جنوبا من المدينة عبر ياسينيتشا. اجتمعت القوتان المتقدمتان في مطار موستار الدولي في 17 يونيو. طهر مجلس الدفاع الكرواتي حي بييلو بولي في الشمال الشرقي وتقدمت شرقا على طول منحدرات جبل فيليز. بعد انسحاب جيش جمهورية صرب البوسنة من شرق موستار تم طرد الصرب من المدينة. بحلول 21 يونيو تم طرد جيش جمهورية صرب البوسنة بالكامل من موستار. دعم جيش جمهورية البوسنة والهرسك الدفع باتجاه الشرق من المدينة فقط في دور ثانوي. كان مجلس الدفاع الكرواتي في ذلك الوقت يتألف من كل من الكروات والبوشناق. على الرغم من أن خط المواجهة كان لا يزال قريبا من موستار إلا أن الأرض المرتفعة التي تطل مباشرة على موستار على الضفة الشرقية لنهر نيريتفا تم تأمينها من قبل قوات الجيش الكرواتي ومجلس الدفاع الكرواتي. بدأ مجلس الدفاع الكرواتي في بسط سيطرته على موستار وعند الاستيلاء على بوبان طرد البوشناق من الحياة العامة ووضع في مكانهم متشددو الاتحاد الديمقراطي الكرواتي وأقام حواجز طرق حول المدينة وقيد حرية حركة البوشناق داخل وخارج موستار.

### فيما بعد

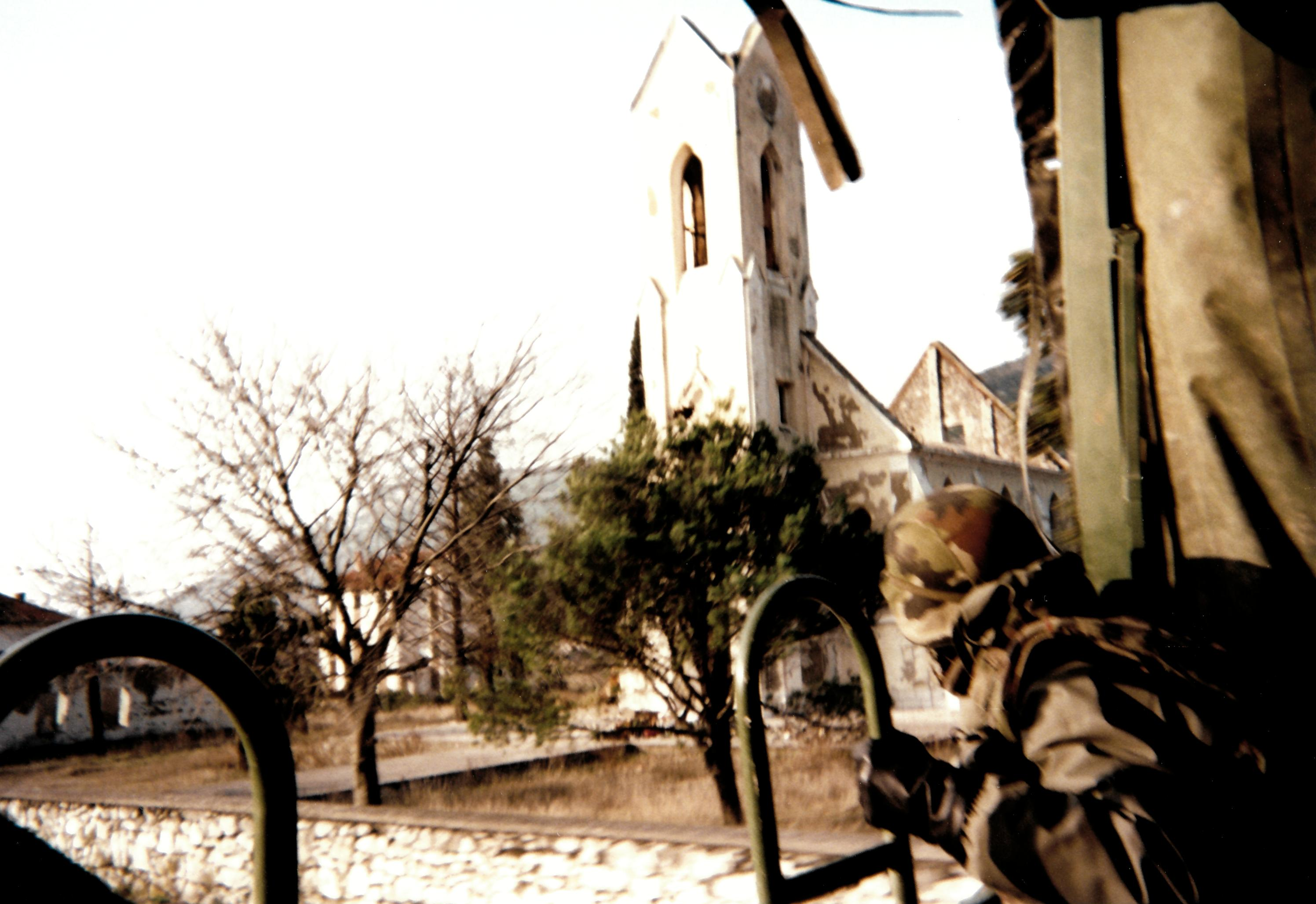
الكنيسة الكاثوليكية في بوتوشي بالقرب من موستار، دمرت في مايو 1992.

تعرضت موستار لأضرار جسيمة جراء قصف جيش يوغوسلافيا الشعبي أثناء الحصار. من بين المباني المدمرة أو المتضررة بشدة كانت كاتدرائية مريم الكاثوليكية والدة الكنيسة وكنيسة ودير الفرنسيسكان وقصر الأسقف (مع مجموعة مكتبة تضم أكثر من 50000 كتاب و12 من أصل 14 مسجد والمتحف التاريخي والمحفوظات وعدد المؤسسات الثقافية الأخرى. تم تدمير جميع جسور المدينة ولم يتبق سوى جسر ستاري موست باعتباره معبر النهر المتبقي. في منتصف يونيو 1992 بعد أن تحرك خط المعركة شرقا دمر مجلس الدفاع الكرواتي دير الصرب الأرثوذكس سيتوميسلي بينما أحرقت مجموعة مجهولة كاتدرائية الثالوث الأقدس. واتهم جيش يوغوسلافيا الشعبي بمضايقة غير الصرب ونهب وحرق ممتلكات البوشناق والكروات. فر نحو 90 ألفا من سكان موستار البالغ عددهم 120 ألفا. بدأ الآلاف من البوشناق الذين غادروا موستار أثناء الحصار بالعودة إلى المدينة. وتبعهم العديد من اللاجئين البوسنيين من مدن البوسنة والهرسك الأخرى التي اجتاحتها جيش جمهورية صرب البوسنة.
في استطلاعات الرأي التي أجريت في صربيا خلال العقد الأول من القرن الحادي والعشرين من قبل مركز بلغراد لحقوق الإنسان ومجموعة التسويق الاستراتيجي يعتقد أقل من 20 بالمائة من المستجيبين أن جيش يوغوسلافيا الشعبي حاصر موستار بالفعل.

## حصار يونيو 1993 – أبريل 1994

### المقدمة
على الرغم من العلاقات الودية في الأصل بدأت العلاقات بين الحليفين في التدهور بحلول النصف الأخير من عام 1992. لعبت الحكومة الكرواتية «لعبة مزدوجة» في البوسنة والهرسك و «يتطلب الحل العسكري البوسنة والهرسك كحليف لكن الحل الدبلوماسي تطلب من البوسنة والهرسك كضحية». شغل حزب الاتحاد الديمقراطي الكرواتي بزعامة تودجمان مناصب مهمة في الحكومة البوسنية بما في ذلك رئاسة الوزراء ووزارة الدفاع ولكن على الرغم من ذلك نفذ سياسة منفصلة ورفض دمج مجلس الدفاع الكرواتي في جيش جمهورية البوسنة والهرسك. أعطى وزير الدفاع البوسني ييركو دوكو الأولوية في شراء الأسلحة العسكرية. في يناير 1992 رتب تودجمان لستيفان كيويتش رئيس الاتحاد الديمقراطي الكرواتي لكروات البوسنة والهرسك الذي فضل التعاون مع البوشناق من أجل دولة بوسنية موحدة ليتم الإطاحة به واستبداله بماتي بوبان الذي فضل كرواتيا لانضمام كروات البوسنة والهرسك لهم. كان هناك شقاق في الحزب بين الكروات من المناطق المختلطة عرقيا في وسط وشمال البوسنة وتلك من الهرسك. كانت هناك أيضا جماعات ضغط إقليمية ذات مصالح متباينة داخل حزب العمل الديمقراطي البوسني والتي شملت سراييفو والبوسنة الوسطى والهرسك وبوسانسكا كرايينا وسنجق.
تعرض عزت بيغوفيتش لضغوط شديدة من تودجمان للموافقة على أن تكون البوسنة والهرسك في اتحاد كونفدرالي مع كرواتيا ومع ذلك أراد عزت بيغوفيتش منع البوسنة والهرسك من الوقوع تحت تأثير كرواتيا أو صربيا. عارض عزت بيغوفيتش ذلك لأن القيام بذلك من شأنه أن يعيق المصالحة بين البوشناق والصرب ويجعل عودة اللاجئين البوسنيين إلى شرق البوسنة والهرسك مستحيلة ولأسباب أخرى. تلقى إنذارا من بوبان يحذره من أنه إذا لم يعلن اتحادا كونفدراليا مع تودجمان بأن القوات الكرواتية لن تساعد في الدفاع عن سراييفو من معاقل قريبة من 40 كيلومترا (25 ميلا). ابتداء من شهر يونيو بدأت المناقشات بين البوشناق والكروات حول التعاون العسكري والاندماج المحتمل لجيوشهم. أوصت الحكومة الكرواتية بنقل مقر جيش جمهورية البوسنة والهرسك من سراييفو إلى أقرب موقع من كرواتيا ودفعت لإعادة تنظيمه في محاولة لإضافة النفوذ الكرواتي بشدة.
في يونيو ويوليو زاد بوبان من ضغوطه «من خلال منع تسليم الأسلحة التي اشترتها سرا حكومة سراييفو والعمل حول حظر الأمم المتحدة على جميع الشحنات إلى يوغوسلافيا السابقة». في 3 يوليو 1992 تم إعلان الجمهورية الكرواتية في البوسنة والهرسك رسميا في تعديل للقرار الأصلي من نوفمبر 1991. ادعت السلطة على شرطتها وجيشها وعملتها وتعليمها الخاص بها ووسعت قبضتها على العديد من المناطق التي كان البوشناق يشكلون الأغلبية فيها. سمح فقط باستخدام العلم الكرواتي وكانت العملة الوحيدة المسموح بها هي الكونا الكرواتية وكانت لغتها الرسمية هي الكرواتية وتم سن منهج مدرسي كرواتي. تم اختيار موستار حيث يشكل البوشناق أغلبية طفيفة كعاصمة. في 21 يوليو وقع عزت بيغوفيتش وتودجمان اتفاقية الصداقة والتعاون بين البوسنة والهرسك وكرواتيا في زغرب عاصمة كرواتيا. أتاح لهم الاتفاق «التعاون في مواجهة العدوان [الصربي]» وتنسيق الجهود العسكرية. وضع مجلس الدفاع الكرواتي تحت قيادة جيش جمهورية البوسنة والهرسك. كان التعاون غير منسجم لكنه مكن من نقل الأسلحة إلى جيش جمهورية البوسنة والهرسك عبر كرواتيا على الرغم من حظر توريد الأسلحة الذي فرضته الأمم المتحدة وأعاد فتح القنوات التي أغلقها بوبان.
في صيف عام 1992 بدأ مجلس الدفاع الكرواتي في تطهير أعضائه البوسنيين وغادر الكثيرون إلى جيش جمهورية البوسنة والهرسك معتبرين أن الكروات لديهم أهداف انفصالية. عندما بدأت الحكومة البوسنية في التأكيد على طابعها الإسلامي غادر الأعضاء الكروات جيش جمهورية البوسنة والهرسك للانضمام إلى مجلس الدفاع الكرواتي أو تم طردهم. في أواخر سبتمبر التقى عزت بيغوفيتش وتودجمان مرة أخرى وحاولا إنشاء تنسيق عسكري ضد جيش جمهورية صرب البوسنة لكن دون جدوى. بحلول أكتوبر انهارت الاتفاقية وبعد ذلك قامت كرواتيا بتحويل مسار تسليم الأسلحة إلى البوسنة والهرسك من خلال الاستيلاء على كمية كبيرة لنفسها وتخلي بوبان عن تحالف الحكومة البوسنية. من أكتوبر 1992 قاتلت القوات البوسنية الموالية لعزت بيغوفيتش وعززها متطوعون من المجاهدين من عدة دول إسلامية ضد قوات كروات البوسنة والهرسك المدعومة من الجيش الكرواتي. في هذه المرحلة وصل الصراع الكرواتي البوسني إلى نقطة نيران المدفعية المطولة من كلا الجانبين. في ذلك الوقت كانت قوة مجلس الدفاع الكرواتي تبلغ 45000 بينما كانت قوة جيش جمهورية البوسنة والهرسك تبلغ 80500. ومع ذلك كان جيش جمهورية البوسنة والهرسك غير مجهز بشكل جيد وحتى نهاية عام 1993 كان بإمكانه فقط تزويد 44000 جندي بالأسلحة النارية. بحلول نوفمبر سيطرت القوات الكرواتية على حوالي 20 بالمائة من البوسنة والهرسك. مع استمرار التصعيد نشرت حكومة زغرب وحدات الجيش الكرواتي والقوات الخاصة التابعة لوزارة الداخلية في البوسنة والهرسك. ألقى بوزو رايتش وزير الدفاع الكرواتي البوسني للبوسنة والهرسك وعضو الاتحاد الديمقراطي الكرواتي باللوم على الحكومة الصربية في الخلاف وطلب من الجانب البوسني أن «يستيقظ».
بعد رحيل جيش يوغوسلافيا الشعبي وقوات جيش جمهورية صرب البوسنة من موستار زادت التوترات بين الكروات والبوشناق. بحلول منتصف أبريل 1993 أصبحت مدينة مقسمة مع الجزء الغربي الذي تهيمن عليه قوات مجلس الدفاع الكرواتي والجزء الشرقي حيث تركز جيش جمهورية البوسنة والهرسك إلى حد كبير. كان الفيلق الرابع من جيش جمهورية البوسنة والهرسك متمركزا في شرق موستار وتحت قيادة عارف باشاليتش. كان مجلس الدفاع الكرواتي جنوب شرق الهرسك تحت قيادة ميلينكو لاسي. كانت الحرب الكرواتية البوسنية مستعرة بالفعل في وسط البوسنة والهرسك لكن أسوأها كان في موستار. وفي أبريل قُتل العديد من نيران القناصة في موستار. اتفق الطرفان على هدنة لم تدم طويلا. بحلول نهاية أبريل اندلعت الحرب الكرواتية البوسنية بالكامل. في 21 أبريل التقى وزير الدفاع الكرواتي غويكو شوشاك باللورد أوين في زغرب. وأعرب شوشاك عن غضبه من تصرفات البوشناق وقال إن قريتين كرواتيتين في شرق الهرسك وضعتا نفسيهما في أيدي الصرب بدلا من المخاطرة بالخضوع لسيطرة البوشناق.

### هجوم 9 مايو
بدأ القتال في الساعات الأولى من يوم 9 مايو 1993. وتعرض الجانبان الشرقي والغربي لموستار لقصف مدفعي. ومع ذلك لا تزال الأدلة منقسمة للغاية فيما يتعلق بكيفية بدء هجوم 9 مايو 1993. عشية 9 مايو كان كل من مجلس الدفاع الكرواتي وجيش جمهورية البوسنة والهرسك يستعدان لهجوم محتمل. صرح مراقبو المجتمع الدولي جميعا أن مجلس الدفاع الكرواتي بدأ الهجوم في 9 مايو 1993. أثار الهجوم الغضب في الأمم المتحدة. ووصف قائد قوة الحماية التابعة للأمم المتحدة الجنرال لارس إريك وولغرين ذلك بأنه «هجوم كرواتي كبير». صرح أعضاء من جيش جمهورية البوسنة والهرسك أن مجلس الدفاع الكرواتي شنت هجوما على جيش جمهورية البوسنة والهرسك. وفقا لمجلس الدفاع الكرواتي هاجم جيش جمهورية البوسنة والهرسك ثكنات تيهومير ميشي التي تسيطر عليها مجلس الدفاع الكرواتي والمعروفة أيضا باسم المخيم الشمالي في صباح يوم 9 مايو. ومع ذلك لا توجد أوامر تؤكد أن مجلس الدفاع الكرواتي أو جيش جمهورية البوسنة والهرسك شنوا هجوما في 9 مايو 1993.
في المحاكمة ضد قيادة الجمهورية الكرواتية في البوسنة والهرسك ومجلس الدفاع الكرواتي خلصت المحكمة الجنائية الدولية ليوغوسلافيا السابقة إلى أنه: «في 9 مايو 1993 شن مجلس الدفاع الكرواتي هجوما كبيرا على جيش جمهورية البوسنة والهرسك في موستار واستولى خلاله على مجمع مباني فرانيكا حيث كان مقر جيش جمهورية البوسنة والهرسك خلال هذه العملية التي استمرت عدة أيام قام جنود مجلس الدفاع الكرواتي بتفجير مسجد بابا بصير وقام جنود مجلس الدفاع الكرواتي باعتقالات جماعية لمسلمين في غرب موستار وفصلوا الرجال عن النساء والأطفال وكبار السن. تم احتجاز رجال جيش جمهورية البوسنة والهرسك في مبنى وزارة الداخلية و» معهد التبغ«حيث تعرضوا للضرب المبرح. واعتقل رجال آخرون - بعضهم ينتمي إلى جيش جمهورية البوسنة والهرسك والبعض الآخر لا ينتمون إلى جيش جمهورية البوسنة والهرسك - وتعرضوا للضرب في كلية الهندسة الميكانيكية. وتوفي عشرة جنود من جيش جمهورية البوسنة والهرسك نتيجة العنف الذي مورس عليهم. تم إرسال النساء والأطفال وكبار السن من غرب موستار إلى هليودروم حيث تم احتجازهم لعدة أيام قبل أن يتمكنوا من العودة إلى ديارهم».
طرد مجلس الدفاع الكرواتي البوسنيين في مناطق موستار التي كانت تسيطر عليها أو أرسلتهم إلى معسكرات في دريتلي وهليودروم وغابيلا وليوبوشكي حيث تعرضوا للجوع والتعذيب والقتل. أصبح مجلس الدفاع الكرواتي سلبيا على جميع الجبهات مع جيش جمهورية صرب البوسنة أو تعاون معهم. كان الاستثناء في أوراسيي وأوسورا وبيهاتش حيث تم الحفاظ على تحالف مع جيش جمهورية البوسنة والهرسك. طرد تودجمان كبار ضباط الجيش الكرواتي المعارضين للحرب مع جيش جمهورية البوسنة والهرسك وتم تعيين يانكو بوبيتكو رئيسا.

### تصعيد الصراع

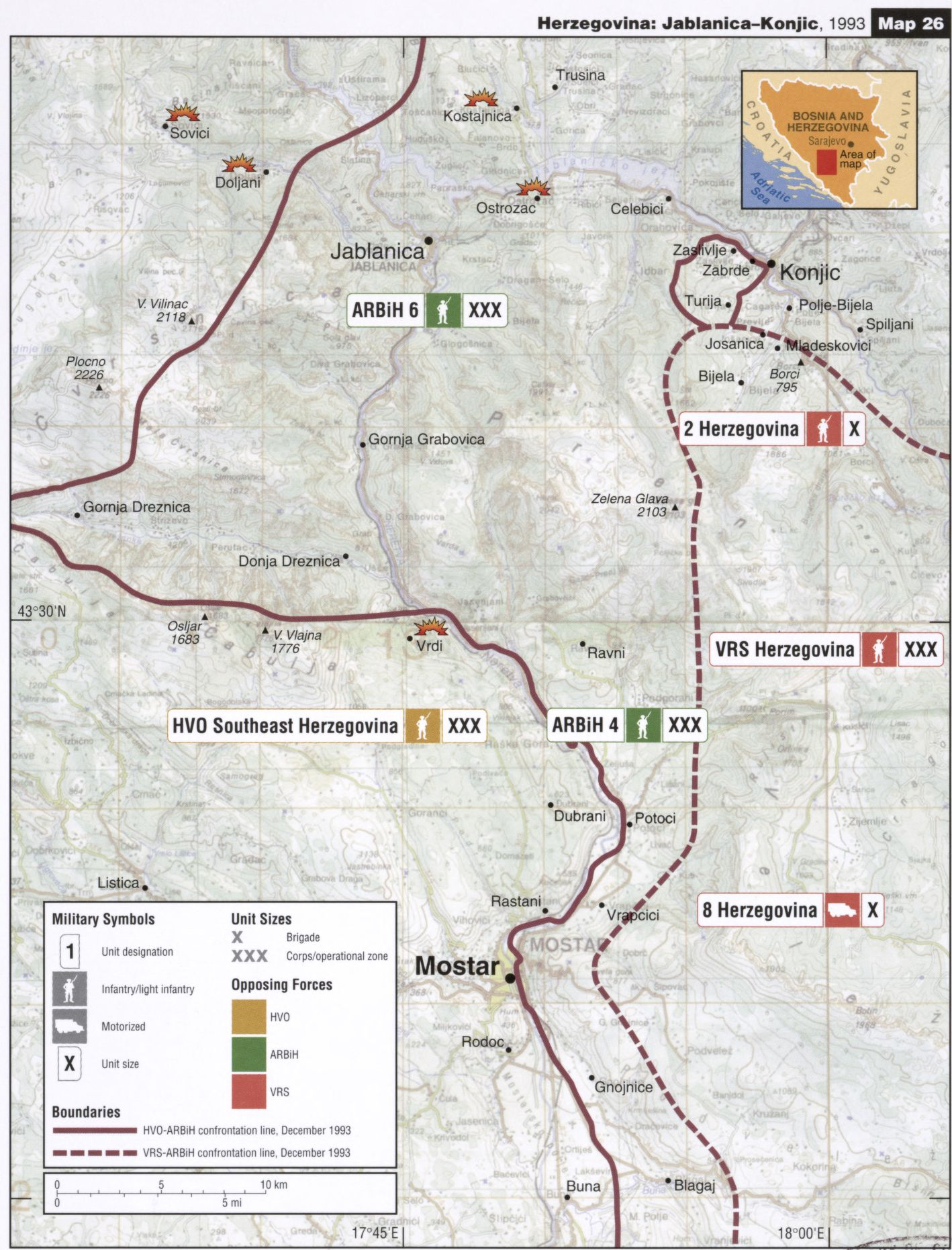
الخطوط الأمامية في شمال ووسط الهرسك أواخر عام 1993.

كانت مواقع القتال الرئيسية في 9 مايو هي ثكنات تيهومير ميشي التي تسيطر عليها مجلس الدفاع الكرواتي ومقر جيش جمهورية البوسنة والهرسك في غرب موستار في الطابق السفلي من مجمع المباني المشار إليه باسم فرانيكا. تعرض المبنى لقصف شديد في 9 مايو واستولى عليه مجلس الدفاع الكرواتي في اليوم التالي. وقتل في وقت لاحق 10 من أسرى الحرب البوسنيين من المبنى. دارت معارك شرسة في الأيام التالية. في 13 مايو وقع قائد مجلس الدفاع الكرواتي ميليفوي بيتكوفيتش وقائد جيش جمهورية البوسنة والهرسك سيفير خليلوفيتش اتفاق وقف إطلاق النار. ومع ذلك استمرت المعارك في المدينة. في 16 مايو استولى مجلس الدفاع الكرواتي على قطاع صغير من الأراضي على الضفة اليمنى لنهر نيريتفا. هدأ الوضع في 21 مايو وظل الجانبان منتشرين على الخطوط الأمامية.
بحلول أوائل يونيو سيطر مجلس الدفاع الكرواتي على جزء كبير من موستار. كان لدى مجلس الدفاع الكرواتي خمسة ألوية وفوج قوات خاصة وحوالي خمس كتائب شرطة عسكرية. تم دعم هذه القوات أيضا من قبل تلك الموجودة في مدن جنوب غرب الهرسك بما في ذلك ليوبوسكي وسيتلوك وسابليينا. على النقيض من ذلك كان الفيلق الرابع في جيش جمهورية البوسنة والهرسك لديه فقط لواء موستار 41 تحت قيادة موستار المباشرة. كان الفيلق الرابع في المجموع حوالي 4000 رجل منظمين في أربعة ألوية. في أوائل عام 1993 حددت هيئة الأركان الرئيسية لمجلس الدفاع الكرواتي قوة الحصص لمجلس الدفاع الكرواتي في منطقة عملياتها جنوب شرق الهرسك بـ 6000 ضابط ورجل.
في 30 يونيو استولى جيش جمهورية البوسنة والهرسك على ثكنات تيهومير ميشي على الضفة الشرقية لنهر نيريتفا وهو سد لتوليد الطاقة الكهرومائية على النهر والمداخل الشمالية الرئيسية للمدينة. كما سيطر جيش جمهورية البوسنة والهرسك على حي فرابتشي في شمال شرق موستار. وهكذا قاموا بتأمين الجزء الشرقي بأكمله من المدينة. في 13 يوليو شن جيش جمهورية البوسنة والهرسك هجوما آخر واستولت على بونا وبلاغاي جنوب موستار. بعد يومين اندلع قتال عنيف عبر الخطوط الأمامية للسيطرة على المداخل الشمالية والجنوبية لموستار. شن مجلس الدفاع الكرواتي هجوما مضادا واستعاد بونا. كان جيش جمهورية البوسنة والهرسك غير قادر على تكرار انتصاراته في وسط البوسنة ضد مجلس الدفاع الكرواتي وطرد القوات الكرواتية بالكامل. في الجزء الغربي من المدينة ظل مجلس الدفاع الكرواتي مسيطر عليها. ثم طردوا البوشناق من غرب موستار بينما نُقل آلاف الرجال إلى معسكرات بدائية معظمهم في مهبط طائرات مروحي سابق بالقرب من قرية دريتيل جنوب موستار. احتجز جيش جمهورية البوسنة والهرسك السجناء الكروات في مرافق الاحتجاز في قرية بوتوسي شمال موستار وفي معسكر المدرسة الابتدائية الرابع في موستار. استقر كلا الجانبين وتحولا إلى القصف والقنص على بعضهما البعض على الرغم من أن الأسلحة الثقيلة المتفوقة لمجلس الدفاع الكرواتي تسببت في أضرار جسيمة بشرق موستار.
بين يونيو 1993 وأبريل 1994 حاصر مجلس الدفاع الكرواتي الجانب الشرقي من موستار. وجدت المحكمة الجنائية الدولية ليوغوسلافيا السابقة أنه «خلال هذه الفترة تعرض شرق موستار وحي دونيا ماهالا في الغرب لهجوم عسكري مطول من قبل مجلس الدفاع الكرواتي بما في ذلك إطلاق نار وقصف مكثف ومتواصل. وتسبب إطلاق النار والقصف في وقوع العديد من الضحايا بما في ذلك الوفيات للعديد من المدنيين وممثلي المنظمات الدولية وتعرضت عشرة مساجد لأضرار جسيمة أو دمرت. وقد أعاق مجلس الدفاع الكرواتي مرور المساعدات الإنسانية وفي بعض الأحيان قطعتها تماما. وهكذا أُجبر السكان المسلمون على العيش في ظروف قاسية للغاية محرومين من الطعام والماء والكهرباء والرعاية الملائمة. اغتصب جنود مجلس الدفاع الكرواتي العديد من النساء بما في ذلك فتاة تبلغ من العمر 16 عاما قبل إجبارهم على عبور خط المواجهة إلى شرق موستار».
خلال الصراع الكرواتي البوسني تعاون الصرب الذين كانوا لا يزالون القوة الأقوى مع كل من البوشناق والكروات واتبعوا سياسة موازنة محلية والتحالف مع الجانب الأضعف. في منطقة موستار الأوسع قدم الصرب الدعم العسكري للجانب البوسني. توقفت مدفعية جيش جمهورية صرب البوسنة عن إطلاق النار على جيش جمهورية البوسنة والهرسك التي كانت تسيطر على شرق موستار وقصفت مواقع مجلس الدفاع الكرواتي على التلال المطلة على موستار.
في سبتمبر 1993 أطلق جيش جمهورية البوسنة والهرسك عملية تعرف باسم عملية نيريتفا 93 ضد مجلس الدفاع الكرواتي من أجل اختراق وادي نيريتفا الجنوبي وهزيمة مجلس الدفاع الكرواتي في الهرسك. تم شن هجمات منسقة على مواقع مجلس الدفاع الكرواتي في المنطقة. كان تركيز الهجوم هو معقل مجلس الدفاع الكرواتي في فردي شمال موستار لكن مجلس الدفاع الكرواتي تمكن من صد الهجوم. وقعت اشتباكات بين قوات جيش جمهورية البوسنة والهرسك ومجلس الدفاع الكرواتي في موستار وضواحيها بييلو بولي وراشتاني. حقق جيش جمهورية البوسنة والهرسك بعض المكاسب المحدودة من خلال الهجوم من الخارج من المدينة في ثلاثة اتجاهات. رد مجلس الدفاع الكرواتي بقصف مدفعي للجزء الشرقي من المدينة في 23 سبتمبر وهجوم مضاد غير فعال في 24 سبتمبر. أدى استخدام المدفعية من قبل جيش جمهورية البوسنة والهرسك ومجلس الدفاع الكرواتي إلى تدمير المدينة لكن لم يحقق أي من الجانبين مكاسب كبيرة. بعد عدة أيام من المفاوضات تم الاتفاق على وقف إطلاق النار في 3 أكتوبر. وقتل العشرات من المدنيين الكروات في قرى شمال موستار أثناء العملية. في 22 أكتوبر أصدر تودجمان تعليمات إلى شوشاك وبوبيتكو بمواصلة دعم الجمهورية الكرواتية في البوسنة والهرسك معتقدين أن «الحدود المستقبلية للدولة الكرواتية يتم حلها هناك».

### تدمير جسر ستاري موست
بعد انتهاء حصار جيش يوغوسلافيا الشعبي كان ستاري موست هو الجسر الأخير الذي يربط بين ضفتي نهر نيريتفا. احتل جيش جمهورية البوسنة والهرسك مواقع في المنطقة المجاورة مباشرة للجسر واستخدمها جيش جمهورية البوسنة والهرسك بين مايو ونوفمبر 1993 للقيام بالأنشطة القتالية على خط المواجهة وأيضا من قبل سكان الضفة اليمنى واليسرى لنهر نيريتفا كوسيلة للاتصال والعرض. تم قصف جسر ستاري موست من قبل مجلس الدفاع الكرواتي بداية من يونيو 1993 وفي 8 نوفمبر بدأت دبابة مجلس الدفاع الكرواتي في إطلاق النار على الجسر حتى انهار في نهر نيريتفا في 9 نوفمبر.
في اجتماع عقد في 10 نوفمبر مع قيادة الجمهورية الكرواتية في البوسنة والهرسك سأل تودجمان من الذي دمر الجسر. نفت القيادة مسؤوليتها ورد بوبان أنه «تم إطلاق النار عليه كثيرا من قبل وكانت هناك أمطار غزيرة حتى انهار من تلقاء نفسها» بينما قال برليتش إن رجاله لم يتمكنوا من الوصول إلى الجسر. كان تودجمان مهتما بالحد من رد فعل المجتمع الدولي ووسائل الإعلام. ألقت صحيفة فييسنيك الكرواتية اليومية المملوكة للدولة باللوم على «العالم الذي لم يفعل شيئا لوقف الحرب» بينما ألقى التلفزيون الكرواتي باللوم على البوسنيين. وضع الدمار في عزلة تامة تقريبا الجيب البوسني في دونيا ماهالا على الضفة اليمنى لنهر نيريتفا. بعد بضعة أيام دمر مجلس الدفاع الكرواتي جسر كامينيكا المؤقت الذي شيده جيش جمهورية البوسنة والهرسك في مارس 1993. المحكمة الجنائية الدولية ليوغوسلافيا السابقة في برليتش وآخرون خلصت القضية إلى أن الجسر كان هدفا عسكريا مشروعا لمجلس الدفاع الكرواتي لكن تدميره تسبب في أضرار غير متناسبة للسكان المدنيين البوسنيين في موستار. أصدر القاضي جان كلود أنتونيتي الذي يرأس الجلسة رأيا منفصلا وقال إن «تحليل مقطع الفيديو لم يجعل من الممكن للمحكمة بما لا يدع مجالا للشك تحديد سبب الانهيار النهائي لستاري موست».

### اتفاق واشنطن

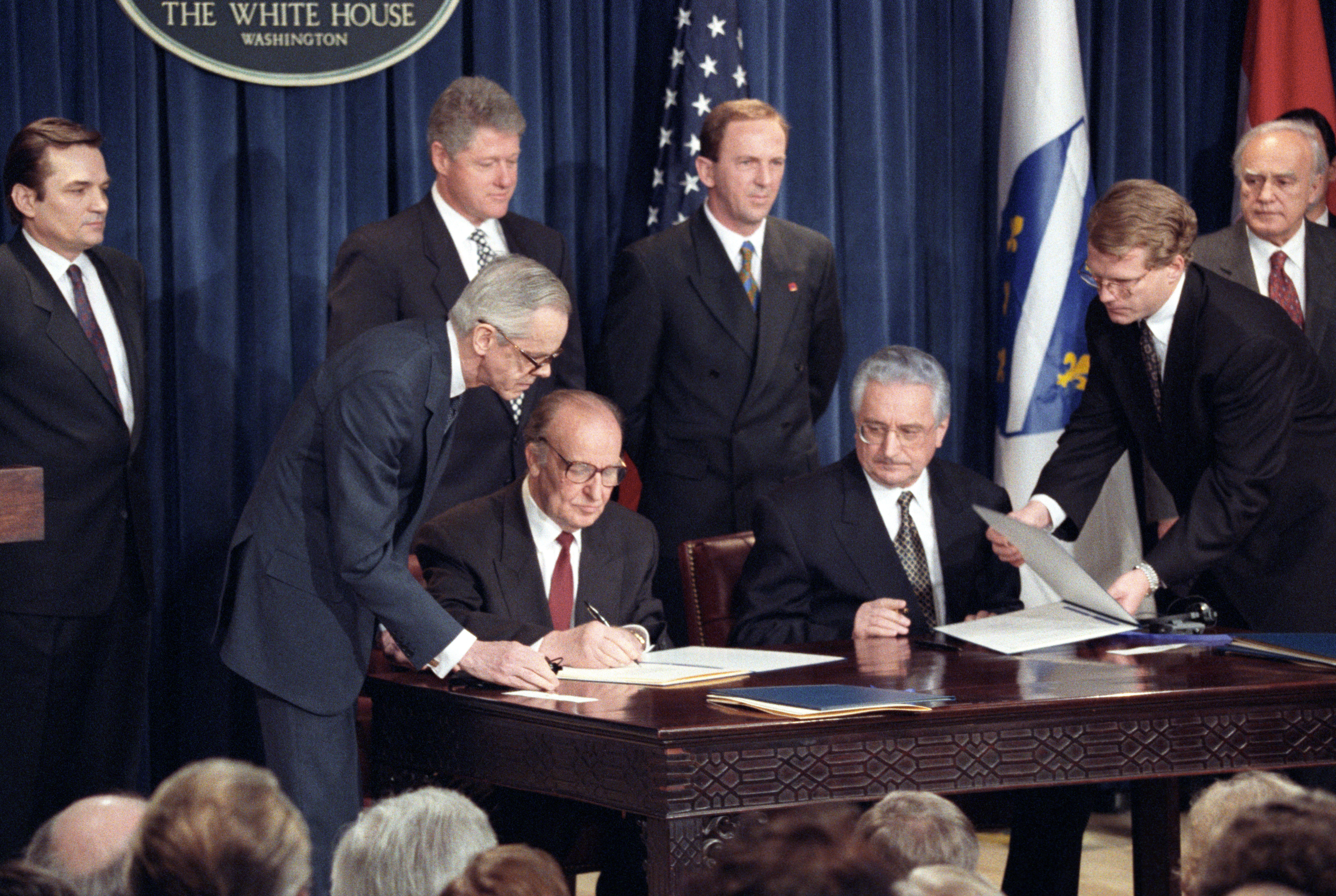
توقيع فرانيو تومان وعلي عزت بيجوفيتش اتفاقية واشنطن عام 1994.

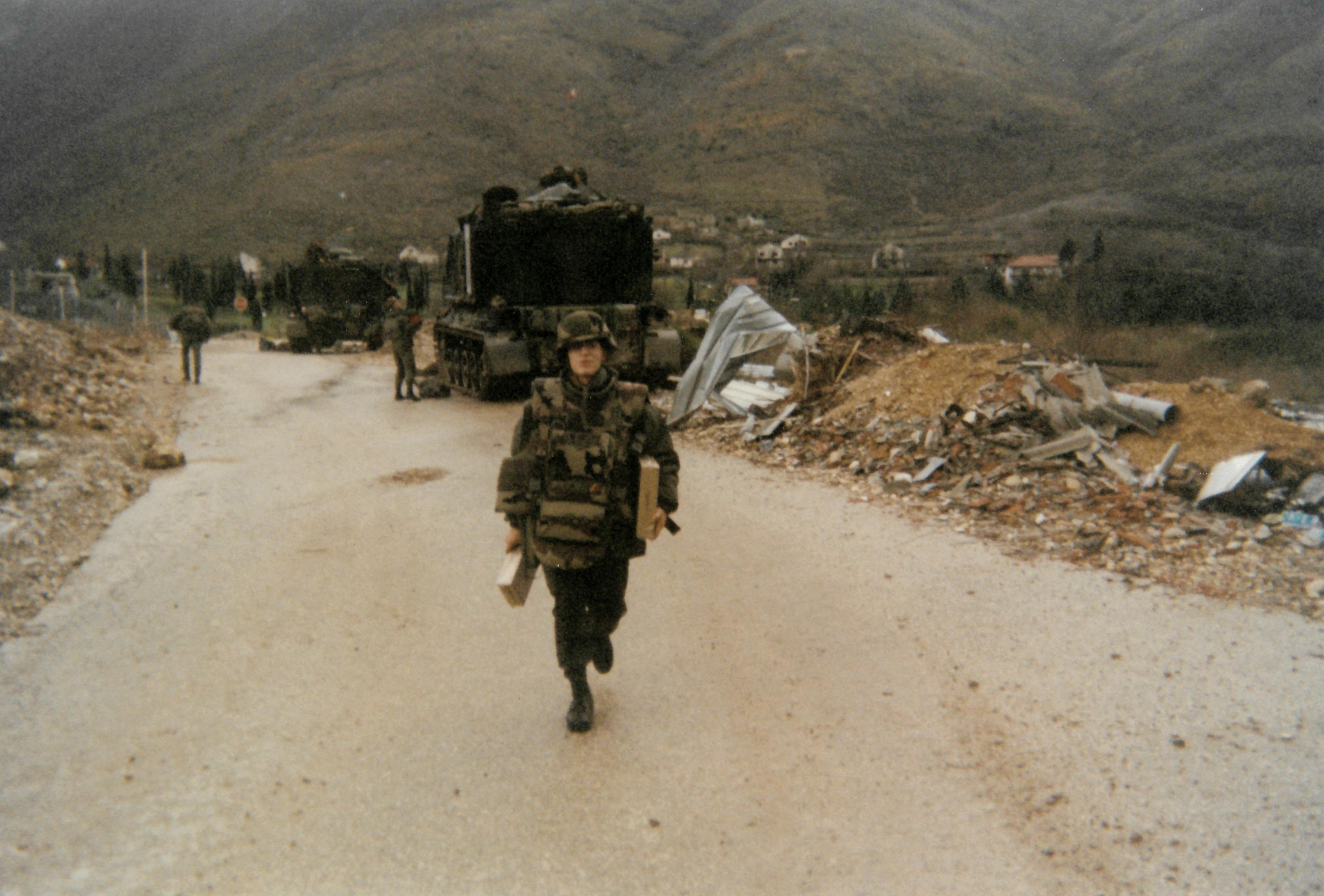
مفرزة مدفعية تابعة لقوة التنفيذ الفرنسية المتمركزة في موستار عام 1995.

في سبتمبر 1993 غرقت محاولة للمصالحة بين الجانبين الكروات والبوشناق من خلال استمرار القتال في وسط البوسنة وموستار وحقيقة أن البوشناق لم يكونوا مهتمين في ذلك الوقت بالسلام. في صيف 1993 اقترح كل من تودجمان وميلوسيفيتش خططهم الخاصة لاتحاد فضفاض من ثلاث جمهوريات. قال عزت بيغوفيتش إنه سيوافق على ذلك بشرط أن تشكل الوحدة البوسنية 30 في المائة على الأقل من البوسنة والهرسك ولها منفذ إلى نهر سافا والبحر الأدرياتيكي. كان الجانب الصربي على استعداد لقبول 24 في المائة فقط ولم يتم تنفيذ الخطة. في يناير 1994 قدم عزت بيغوفيتش إلى تودجمان خطتي تقسيم مختلفتين للبوسنة والهرسك ورُفضت كلاهما.
بحلول فبراير 1994 ذكر أمين عام الأمم المتحدة أن ما بين 3000 و 5000 جندي كرواتي كانوا في البوسنة والهرسك وأدان مجلس الأمن التابع للأمم المتحدة كرواتيا محذرا من أنها إذا لم تنه «جميع أشكال التدخل» أن تكون «تدابير جادة» اتخذت. وقدرت الحكومة البوسنية الرقم بـ 20000 ووصفته بأنه غزو. في نفس الشهر تمت الإطاحة ببوبان والمتشددين في مجلس الدفاع الكرواتي من السلطة بينما تم طرد «العناصر الإجرامية» من جيش جمهورية البوسنة والهرسك.
في 26 فبراير بدأت المحادثات في واشنطن العاصمة بين قادة الحكومة البوسنية وماتي غرانيتش وزير الخارجية الكرواتي لمناقشة احتمالات وقف إطلاق نار دائم واتحاد كونفدرالي للمنطقة البوسنية والكرواتية. بحلول هذا الوقت انخفضت مساحة أراضي البوسنة والهرسك التي يسيطر عليها مجلس الدفاع الكرواتي من 20 في المائة إلى 10 في المائة. تحت ضغط أمريكي قوي تم التوصل إلى اتفاق مؤقت بشأن اتحاد كرواتي بوسني في واشنطن في 1 مارس. في 18 مارس في احتفال استضافه الرئيس الأمريكي بيل كلينتون وقع رئيس الوزراء البوسني حارث سيلايديتش ووزير الخارجية الكرواتي ماتي غرانيتش ورئيس الجمهورية الكرواتية في البوسنة والهرسك كريسيمير زوباك اتفاق وقف إطلاق النار. ووقع الاتفاق أيضا الرئيس البوسني علي عزت بيغوفيتش والرئيس الكرواتي فرانيو تودجمان مما أدى فعليا إلى إنهاء الحرب الكرواتية البوسنية. بموجب الاتفاقية تم تقسيم الأراضي المشتركة التي تحتلها القوات الحكومية الكرواتية والبوسنية إلى عشرة كانتونات تتمتع بالحكم الذاتي.
على الرغم من أن مجلس الدفاع الكرواتي كانت تتمتع بميزة التسلح إلا أن معركة موستار انتهت بشكل غير حاسم وتم تقسيم المدينة إلى قسمين على أساس الخطوط العرقية. خضعت موستار لإدارة الاتحاد الأوروبي لفترة مؤقتة مدتها سنتان كان من المقرر إعادة دمجها خلالها «كإدارة واحدة قائمة على الاكتفاء الذاتي ومتعددة الأعراق». في 23 مايو أبرمت الأمم المتحدة اتفاقية حرية التنقل في منطقة موستار لكن سكان مدينة موستار ما زالوا غير قادرين على السفر بين الشرق والغرب. واحتج الزعماء الكروات على كلا الاتفاقيتين في غرب موستار. جادل أسقف موستار بأنها كانت بلدة ذات أغلبية كرواتية كانت جزءا من كاثوليكية الجمهورية الكرواتية في البوسنة والهرسك وأن إدارة الاتحاد الأوروبي لم تكن إرادة الشعب.
بعد عدة أشهر من اتفاقية واشنطن واصلت الحكومة الكرواتية اتباع سياسة وحدوية. وفقا لتقرير قائمة نوفي قاد أيفيتش بازاليتش الذي كان مستشارا رئيسيا لتودجمان وعمل نيابة عنه وفدا من ثلاثة أفراد بالقرب من بانيا لوكا لمناقشة تقسيم البوسنة والهرسك مع كاراديتش. في الاجتماع اقترح كاراديتش تبادل الأراضي والسكان وهو أمر كان تودجمان مهتما به للغاية.

## الخسائر والتحول الديموغرافي والدمار

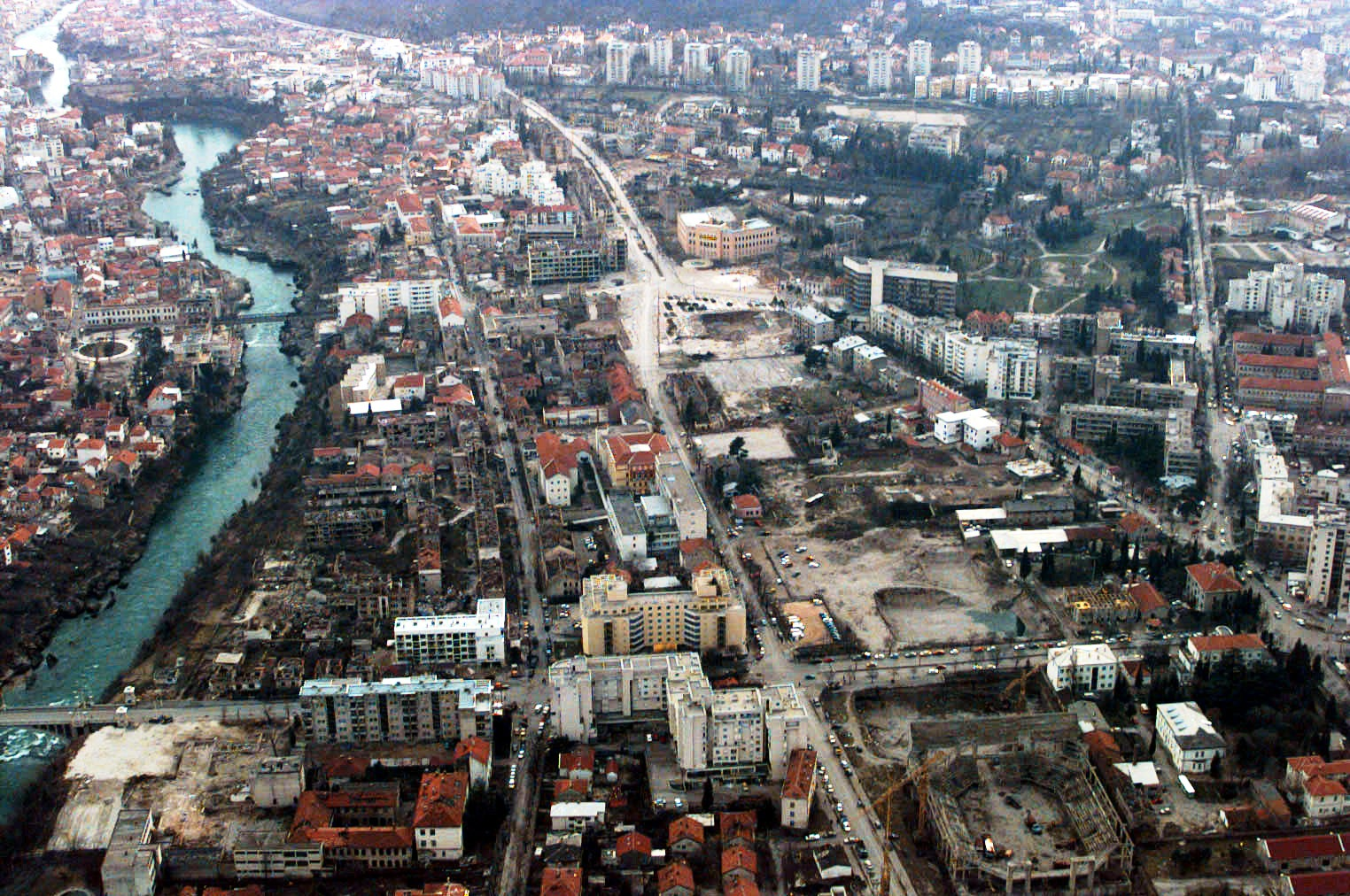
صورة جوية لموستار عام 1997.

أسفر الحصار عن مقتل حوالي 2000 شخص. وفقا لتقرير صادر عن إيوا تابو والذي استخدمته المحكمة الجنائية الدولية ليوغوسلافيا السابقة مات ما لا يقل عن 539 شخصا في شرق موستار من مايو 1993 حتى نهاية النزاع. هذا العدد لا يشمل 484 حالة وفاة في مكان مجهول لكنها حدثت أثناء الحصار. من بين 539 حالة وفاة كان 49.5٪ من المدنيين و 50.5٪ من المقاتلين.
قبل الحرب كان عدد سكان بلدية موستار 43.037 كرواتي و 43856 بوسنيا و 23846 صربيا و 12768 يوغوسلافيا. موستار الغربية وموستار الجنوبية الغربية وموستار الجنوبية كانت بها أغلبية كرواتية نسبية وموستار الشمالية ومدينة موستار القديمة كانت بها أغلبية بوسنية نسبية وكان موستار الجنوبية الشرقية أغلبية بوسنية مطلقة. وفقا لبيانات عام 1997 أصبحت البلديات التي كان لها أغلبية كرواتية في عام 1991 جميعها كرواتية وأصبحت البلديات ذات الأغلبية البوسنية كلها بوسنية. بسبب نزوح الناس من مدن أخرى في البوسنة والهرسك خلال الحرب كان شرق موستار أكثر من 30 ألف نازح من شرق الهرسك وستولاتش وتشابليينا وغرب موستار. في غرب موستار كان هناك حوالي 17000 نازح قادمين من وسط البوسنة وسراييفو ويابلانيكا وكونيتش. في غرب موستار يبدو أن هناك مشروعا متعمدا للحكومة الكرواتية لإعادة توطين الكروات هناك لفرض سيطرة ديموغرافية وسياسية. لاحظت مجموعة الأزمات الدولية أن «التعددية البوسنية الضيقة لعام 1991 أصبحت أغلبية كرواتية كبيرة».
كانت موستار «المدينة الأكثر دمارا في البوسنة والهرسك». وكانت المنطقة الأكثر تضررا في شرق موستار المأهولة بالسكان البوسنيين والجزء البوسني من غرب موستار حيث تم تدمير حوالي 60 و 75 في المائة من المباني أو لحقت بها أضرار بالغة. في غرب موستار المأهولة بالسكان الكروات أصيب حوالي 20 في المائة من المباني بأضرار بالغة أو دمرت معظمها في الجانب الغربي من خط بوليفار العدائي. تشير التقديرات إلى تضرر 6500 من أصل 17500 وحدة سكنية في المدينة.

## إعادة الإعمار

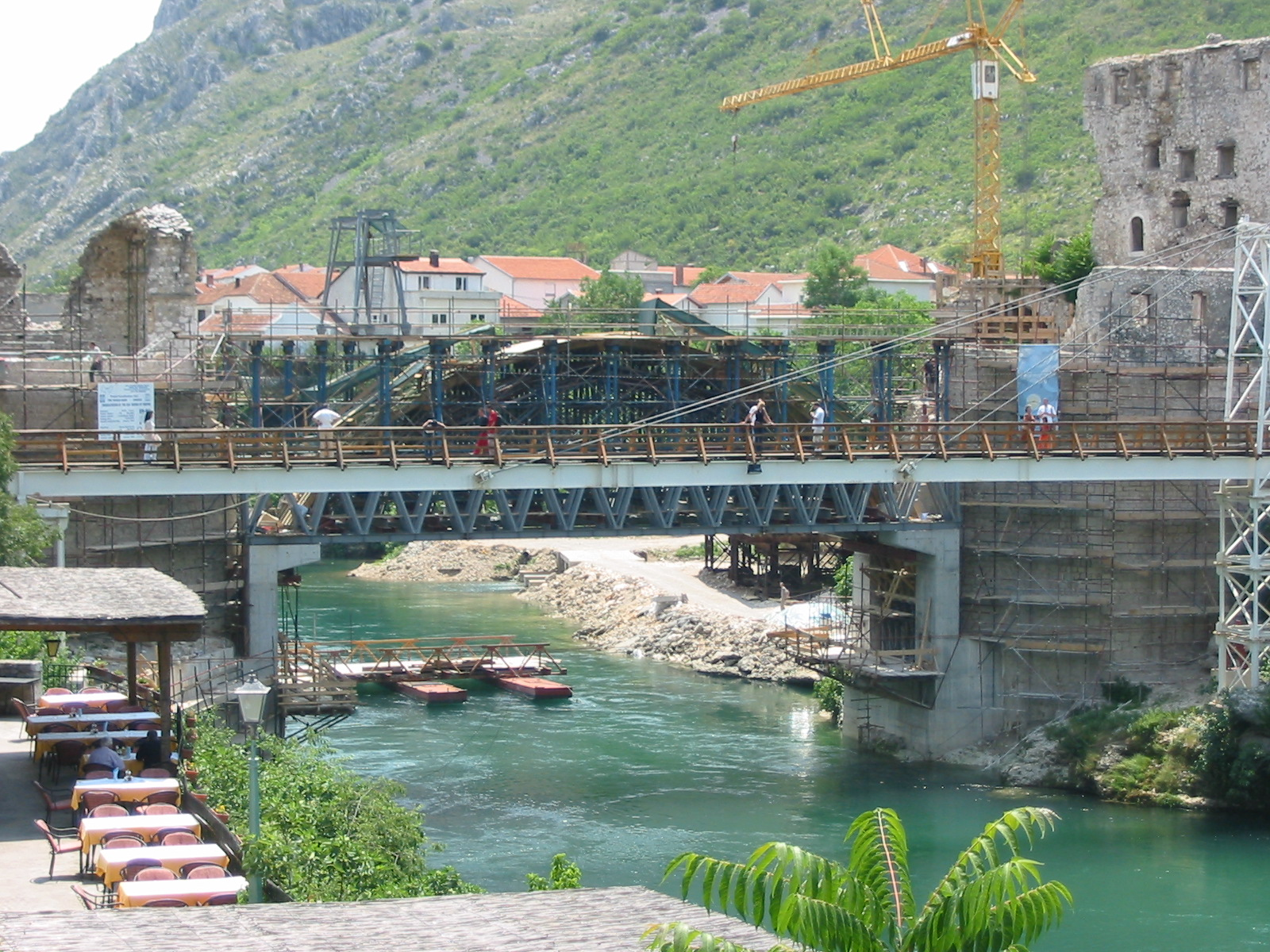
(يسار) إعادة بناء جسر ستاري موست عام 2003. (يمين) الكاتدرائية الأرثوذكسية الصربية قيد الإنشاء في عام 2021.

بعد انتهاء الحرب تم وضع خطط لإعادة بناء الجسر. شكل البنك الدولي ومنظمة الأمم المتحدة للتربية والعلم والثقافة (اليونسكو) وصندوق الآغا خان للثقافة والصندوق العالمي للآثار والتراث تحالفا للإشراف على إعادة بناء ستاري موست ومركز مدينة موستار التاريخي. تم تقديم تمويل إضافي من قبل إيطاليا وهولندا وتركيا وكرواتيا ومصرف التنمية التابع لمجلس أوروبا بالإضافة إلى الحكومة البوسنية. في أكتوبر 1998 أنشأت اليونسكو لجنة دولية من الخبراء للإشراف على أعمال التصميم وإعادة الإعمار. تقرر بناء جسر مشابه بقدر الإمكان للجسر الأصلي باستخدام نفس التكنولوجيا والمواد. أعيد بناء الجسر بالمواد المحلية من قبل شركة إر-بو للمقاولات وهي شركة تركية باستخدام تقنيات البناء العثمانية. تم استخدام حجر تينيليا من المحاجر المحلية واستعاد غواصو الجيش المجري الحجارة من الجسر الأصلي من النهر أدناه. بدأت عملية إعادة الإعمار في 7 يونيو 2001. وتم افتتاح الجسر الذي أعيد بناؤه في 23 يوليو 2004.

## الملاحقة القضائية
أدين قادة مجلس الدفاع الكرواتي يادرانكو برليتش وبرونو ستوييتش وميليفوي بيتكوفيتش وفالينتين تشوريتش وبيريسلاف بوسيتش وسلوبودان برالياك في عام 2013 في حكم ابتدائي من قبل المحكمة الجنائية الدولية ليوغوسلافيا السابقة فيما يتعلق بجرائم الحرب خلال حرب البوسنة والهرسك. في الحكم وجدت المحكمة أنه أثناء وجود مجلس الدفاع الكرواتي في موستار تم طرد الآلاف من المسلمين البوسنيين وغيرهم من غير الكروات من الجزء الغربي من المدينة وأجبروا على النزول إلى الجزء الشرقي. ووجهت المحكمة الجنائية الدولية الخاصة بيوغوسلافيا السابقة لائحة اتهام ضد قائد جيش جمهورية البوسنة والهرسك سيفير خليلوفيتش بارتكاب جرائم حرب خلال عملية نيريتفا 93 وتبين أنه غير مذنب. في عام 2007 أدانت محكمة البوسنة والهرسك ثمانية جنود سابقين في جيش جمهورية البوسنة والهرسك بارتكاب جرائم ضد أسرى حرب كروات في موستار. أُدين أربعة أعضاء سابقين في مجلس الدفاع الكرواتي في عام 2011 بارتكاب جرائم ضد البوشناق في سجن فوينو. في عام 2014 بدأت محاكمة خمسة جنود سابقين في جيش جمهورية البوسنة والهرسك بتهمة ارتكاب جرائم ضد الكروات في قرية بوتوسي بالقرب من موستار.